# Jiuduhe
Jiuduhe (kinesiska: 九渡河)  är en köping i Kina. Den ligger i stadsdistriket Huairou i Pekings storstadsområde, i den norra delen av landet, omkring 49 kilometer norr om stadskärnan. Antalet invånare är 15 206. Befolkningen består av 7 442 kvinnor och 7 764 män. Barn under 15 år utgör 11,0 %, vuxna 15-64 år 71 %, och äldre över 65 år 16,0 %.